# Yūko Tsushima
Yūko Tsushima (jap. 津島 佑子, Tsushima Yūko, wirklicher Name 津島 里子 Tsushima Satoko; * 30. März 1947 in Mitaka, Präfektur Tokio; † 18. Februar 2016 in Tokio) war eine japanische Schriftstellerin. Sie war die zweite Tochter des Schriftstellers Dazai Osamu, der durch Suizid starb, als sie ein Jahr alt war.

## Leben
Tsushima studierte englische Literatur an der katholischen Shirayuri-Frauenuniversität in Chōfu und später an der Meiji-Universität. In dieser Zeit begann sie zu schreiben. Im Alter von 24 Jahren veröffentlichte sie ihren ersten Erzählband mit dem Titel Shaniku-sai (謝肉祭). 1970 heiratete sie und gab ihre Arbeit beim Hōsō Bangumi Center (放送番組センター, Hōsō bangumi sentā, englisch Broadcast Programming Center of Japan, kurz: BPCJ) auf. Sieben Jahre später erfolgte die Scheidung. 1985 starb ihr Sohn im Alter von acht Jahren.
Yūko Tsushima wurde mit einer Vielzahl an Literaturpreisen geehrt. Ihre Werke sind stark autobiographisch geprägt; sie thematisieren Erfahrungen, die die Autorin selbst durchlebt hat: Das Aufwachsen ohne Vater, die Scheidung, das Leben einer alleinerziehenden Mutter, den Tod des eigenen Kindes.
Yūko Tsushima starb am 18. Februar 2016 im Alter von 68 Jahren in einem Krankenhaus in Tokio an Lungenkrebs.

## Preise und Auszeichnungen
- 1976 Tamura-Toshiko-Preis für Mugura no haha (葎の母)
- 1977 Izumi-Kyōka-Literaturpreis für Kusa no fushido (草の臥所)
- 1978 Frauenliteraturpreis für Chōji (寵児)
- 1983 Kawabata-Yasunari-Literaturpreis für Dammari ichi (黙市)
- 1986 Yomiuri-Literaturpreis für Yoru no hikari ni owarete (夜の光に追われて)
- 1988 Hirabayashi-Taiko-Literaturpreis für Mahiru e (真昼へ)
- 1995 Itō-Sei-Literaturpreis für Kaze yo, sora kakeru kaze yo (風よ、空駆ける風よ)
- 1998 Tanizaki-Jun’ichirō-Preis und Noma-Literaturpreis für Hi no yama – yamazaruki (火の山―山猿記)
- 2001 Osaragi-Jirō-Preis für Warai ōkami (笑いオオカミ)
- 2005 Murasaki-Shikibu-Literaturpreis für Nara repōto (ナラ・レポート)

## Übersetzungen ihrer Werke
- 1983 Chōji (寵児, eng. Child of fortune, Geraldine Harcourt (Übers.))
- 1984 Danmari ichi (dt. Heimlicher Handel, Diana Donath (Übers.), in: Japan erzählt. Hrsg. Margarete Donath, Frankfurt 1990, ISBN 3-596-10162-X, S. 177–192)
- 1985 Chōji  (寵児, frz. L’enfant de fortune, Rose-Marie Fayolle (Übers.))
- 1986 Hikari no ryōbun  (光の領分,  dt. Lichtkreise, Heinrich Reinfried (Übers.), Theseus, Zürich/München 1991, ISBN 3-85936-050-7, dt. Räume des Lichts, Nora Bierich (Übers.), Arche, Zürich 2023, frz. Territoire de la lumière, Anne et Cécile Sakai (Übers.))
- 1987 Hi no kawa no hotori de  (火の河のほとりで, frz. Au bord du fleuve de feu, Rose-Marie Fayolle (Übers.))
- 1988 Dammari ichi  (黙市, frz. Les marchands silencieux, Rose-Marie Fayolle (Übers.))
- 1988 Tampen senshū  (短編選集, eng. The shooting gallery and other stories, Geraldine Harcourt (Übers.))
- 1990 Yoru no hikari ni owarete  (夜の光に追われて, frz. Poursuivie par la lumière de la nuit, Rose-Marie Fayolle (Übers.))
- 1991 Yama o hashiru onna  (山を走る女, eng. Woman running in the mountains, Geraldine Harcourt (Übers.))
- 1995 Kaze yo, sora kakeru kaze yo  (風よ、空駆ける風よ, frz. Ô vent, ô vent qui parcours le ciel, Ryōji Nakamura und René de Ceccatty (Übers.))
- 1997 Ōi naru yume yo, hikari yo  (大いなる夢よ、光よ, frz. Vous, rêves nombreux, toi, la lumière!, Karine Chesneau und Philippe Picquier (Übers.))
- Im Bad (Erzählung), in: Zeit der Zikaden. München 1990.
- Über die Traurigkeit (Erzählung), in: Wohlgehütete Pfirsiche oder Über die Traurigkeit. Tübingen 1992.
- Unsere Väter (Erzählung), in: Frauen in Japan. DTV 1995.